# Ferdinand von Stein-Liebenstein zu Barchfeld
Ferdinand Friedrich Wilhelm Georg Freiherr von Stein-Liebenstein zu Barchfeld (* 21. März 1832 in Zanegg, Ungarn; † 23. Juni 1912 in Niederschmalkalden) war ein preußischer Generalleutnant.

## Leben

### Herkunft
Ferdinand war ein Sohn des K. K. Obersten Wilhelm von Stein-Liebenstein zu Barchfeld (1797–1849) und dessen Ehefrau Friederike, geborene Freiin von Schlotheim (1806–1882).

### Militärkarriere
Nach dem Besuch des Gymnasiums und des Kadettenhauses in Kassel trat Stein am 22. März 1849 als Portepeefähnrich in die Ersatz-Eskadron des 2. Husaren-Regiments der Kurhessischen Armee ein. Er avancierte bis Mitte Mai 1850 zum Sekondeleutnant, quittierte aber sechs Monate später seinen Dienst. Am 1. Dezember 1852 wurde Stein erneut in seinem Regiment angestellt. Er diente kurzzeitig als Regimentsadjutant, bevor man ihn am 9. Dezember 1857 unter Stellung à la suite als Adjutant der Kavallerie-Brigade kommandierte. In dieser Stellung stieg er im Februar 1858 zum Premierleutnant auf und nahm 1866 am Krieg gegen Preußen teil.
Nach dem verlorenen Krieg und der Annexion des Kurfürstentums wurde Stein am 30. Oktober 1866 in den Verband der Preußischen Armee übernommen und als Rittmeister und Eskadronchef im Westfälischen Dragoner-Regiment Nr. 7 in Stendal angestellt. In dieser Stellung nahm er 1870/71 während des Krieges gegen Frankreich an den Kämpfen bei Beaumont, Sedan und Stains, der Belagerung von Paris sowie der Beschießung von Toul teil.
Ausgezeichnet mit dem Eisernen Kreuz II. Klasse wurde er nach dem Friedensschluss am 14. Dezember 1871 in das Oldenburgische Dragoner-Regiment Nr. 19 versetzt, dass sich noch bei der Okkupationsarmee in Frankreich befand. Mitte August 1872 erhielt Stein den Charakter als Major und Ende März 1873 das Patent zu seinem Dienstgrad. Mit der Ernennung zum etatmäßigen Stabsoffizier im Westfälischen Kürassier-Regiment Nr. 4 erfolgte am 22. September 1874 seine Versetzung nach Münster. Unter Stellung à la suite beauftragte man ihn am 17. Mai 1879 mit der Führung Schleswig-Holsteinischen Dragoner-Regiments Nr. 13 in Saint-Avold. Stein avancierte Mitte Juni zum Oberstleutnant und Mitte November 1879 zum Regimentskommandeur. In gleicher Eigenschaft erfolgte am 14. März 1882 seine Versetzung nach Posen in das 2. Leib-Husaren-Regiment Nr. 2. Er stieg Anfang Dezember 1883 zum Oberst auf, wurde im Juni 1886 Rechtsritter des Johanniterordens und am 15. Januar 1887 unter Stellung à la suite seines Regiments mit der Führung der 9. Kavallerie-Brigade in Glogau beauftragt. Am 15. Februar 1887 erfolgte seine Ernennung zum Kommandeur dieser Brigade und Anfang August 1888 die Beförderung zum Generalmajor. Unter Verleihung des Roten Adlerordens II. Klasse mit Eichenlaub wurde Stein am 13. August 1889 in Genehmigung seines Abschiedsgesuches mit Pension zur Disposition gestellt.
Nach seiner Verabschiedung würdigte ihn Kaiser Wilhelm II. im August 1891 mit dem Stern zum Kronen-Orden II. Klasse sowie am 27. Mai 1908 durch die Verleihung des Charakters als Generalleutnant.

### Familie
Stein verheiratete sich am 6. August 1867 in Niedergörne mit Frida von Lucke (1841–1930). Aus der Ehe gingen folgende Kinder hervor:
- Wilm (1869–1954), deutscher Richter und Politiker
- Kurt (* 1875), preußischer Major
- Alexis (* 1878), Portpeefähnrich im Dragoner-Regiment „Freiherr von Manteuffel“ (Rheinisches) Nr. 5